# Joe Grushecky
Joe Grushecky (Pittsburgh, 7 maggio 1948) è un musicista statunitense.
La sua musica può essere inserita nel filone del cosiddetto heartland rock.
Tra la fine degli anni settanta e i primi anni ottanta si esibiva con gli Iron City Houserockers e successivamente con The Houserockers, successivamente ha intrapreso la carriera come solista.

## Biografia
Nel 1976, mentre lavora come insegnante di sostegno, forma una bar band: la Brick Alley Band. Nel 1977 firmano un contratto con la Cleveland International Records che li rinomina Iron City Houserockers.
Il loro primo album, Love So Tough del 1979, suscita l'attenzione della critica. Il successivo Have a Good Time But Get out Alive del 1980, al quale mettono mano Mick Ronson, Ian Hunter e Steve Van Zandt, ottiene anche buoni risultati di vendite. Nel 1981 il famoso chitarrista Steve Cropper produce Blood on the Bricks. Nel 1983 esce Cracking Under Pressure a nome The Houserockers.
Nel 1989 il gruppo si rinomina Joe Grushecky & The Houserockers, sigla con cui hanno pubblicato finora otto album mentre Grushecky da solista ne ha pubblicati 4.
Il cantautore è stato tra i primi artisti a supportare il festival itinerante Light of Day volto alla raccolta di fondi sulla malattia di Parkinson.

## Discografia

### Con gli Iron City Houserockers
- 1979: Love's So Tough
- 1980: Have a Good Time but Get out Alive!
- 1981: Blood on the Bricks
- 1992: Pumping Iron & Sweating Steel: The Best of the Iron City Houserockers (antologia con una canzone inedita)

### Con Houserockers
- 1983: Cracking Under Pressure

### Come Joe Grushecky & The Houserockers
- 1989: Rock & Real
- 1991: Swimming with the Sharks
- 1994: End of the Century
- 1995: American Babylon
- 1998: Coming Home
- 1999: Down the Road Apiece Live (dal vivo)
- 2004: True Companion
- 2009: East Carson Street
- 2011: We're Not Dead Yet - Live at the New Hazlet Theater
- 2016: American Babylon: Live At The Stone Pony (dal vivo)
- 2017: More Yesterday Than Tomorrow

### Solista
- 2002: Fingerprints
- 2006: Outtakes and Demos 1975-2003
- 2006: A Good Life
- 2013: Somewhere East of Eden
- 2016: It's My Song